# Bildspråk
Bildspråk syftar på bildligt språk, som till exempel metaforer, liknelser, allegorier och symboler. Det används mycket i litteraturen; lyriken är ofta rik på bildspråk. Bildspråk förekommer ofta i gruppspråk och slang.
Bildspråk kan också avse det budskap som framförs i ett foto, teckning, målning, eller annat grafiskt verk av stillbildskaraktär där en förklarande text saknas.